# نوراتی سترون
نوراتی سترون (به انگلیسی: Norethisterone) دارویی است که از موارد استعمال آن می‌توان به آمنوره اولیه و ثانویه طویل‌المدت، عقب انداختن قاعدگی، جلوگیری از عود خونریزیهای دیسفونکسیونل، نازایی بعلت نارسایی جسم زرد، سندرم قبل از قاعدگی، ورم پستان، درد پستان، آندومتریوز، هیپوپلازی زهدان، سرطان پیشرونده پستان اشاره کرد.

## ملاحظات
مصرف این دارو در مواردی همچون آسیب‌های شدید کبدی، دوران بارداری ممنوع است.